# Тримонт (Мисисипи)
Тримонт (енгл. Tremont) град је у америчкој савезној држави Мисисипи.

## Демографија
По попису из 2010. године број становника је 465, што је 75 (19,2%) становника више него 2000. године.
| Група             | 2000.       | 2010.       |
| Белци             | 374 (95,9%) | 445 (95,7%) |
| Афроамериканци    | 6 (1,5%)    | 7 (1,5%)    |
| Азијати           | 1 (0,3%)    | 1 (0,2%)    |
| Хиспаноамериканци | 5 (1,3%)    | 7 (1,5%)    |
| Укупно            | 390         | 465         |